# Матам (науково-промисловий центр)
32°47′19″ пн. ш. 34°57′33″ сх. д. / 32.78861111° пн. ш. 34.95916667° сх. д.
Матам (івр. מת"ם) — абревіатура івр. מרכז תעשיות מדע, Марка́з Таасийóт Мада́ —  Науково-промисловий центр ) — перший і найбільший в Ізраїлі комплекс високотехнологічних компаній, так звана «Ізраїльська Кремнієва Долина», розташований біля південного в'їзду в Хайфу на середземноморському узбережжі. У МАТÁМе знаходяться центри розробок таких провідних фірм, як Intel, IBM, Microsoft, Yahoo!, Philips, Google, Qualcomm, Zoran Corporation, NDS Group, Elbit Systems, Aladdin Knowledge Systems, NetManage, Neustar, NetApp.
МАТÁМ був заснований в 1970-х роках Економічної корпорацією Хайфи. Одним з перших мешканців МАТÁМа став ізраїльський науково-дослідний центр розробок фірми Intel, який побудував в 1974 році чотириповерхова будівля. З середини 1990-х років відділення фірми побудувало комплекс з декількох з'єднаних між собою корпусів, що вміщають понад 2000 співробітників.
На сьогоднішній день, власниками МАТÁМа є Земельна корпорація Гав-Йам (51 %) і Економічна корпорація Хайфи (49 %).
Територія МАТÁМа становить приблизно 220.000 квадратних метрів, планується її розширення на 100,000 квадратних метрів. Будинки МАТÁМа мають сумарну внутрішню площу близько 270.000 квадратних метрів. Загальна кількість зайнятих в фірмах співробітників перевищує 8000. На території МАТÁМа розміщені різноманітні допоміжні обслуговуючі підприємства, такі як дитячий сад, кафе, медичний центр, поштове відділення, бензозаправна станція, відділення банку, автомобільні парковки.

## Галерея

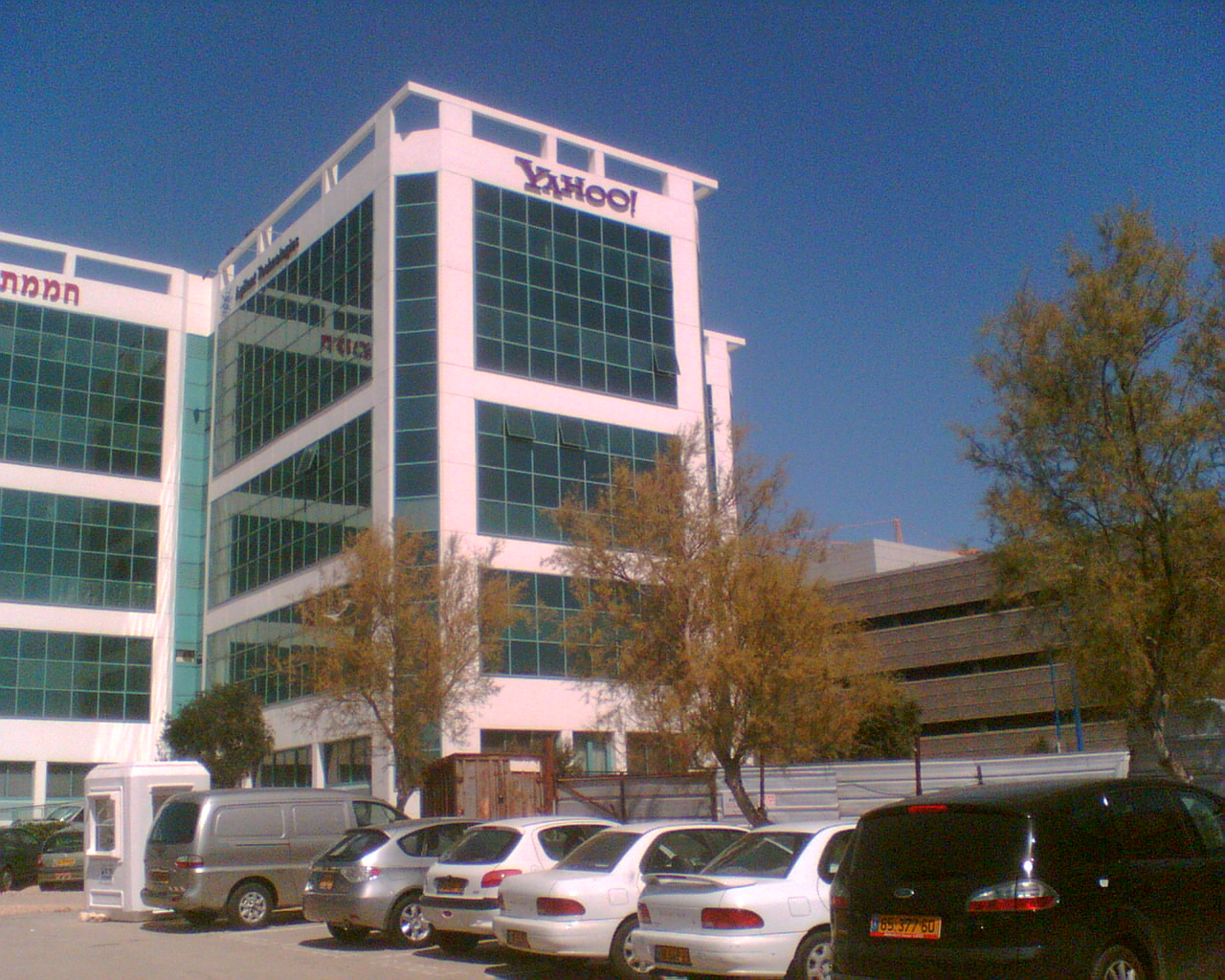
Центр розробки Yahoo!
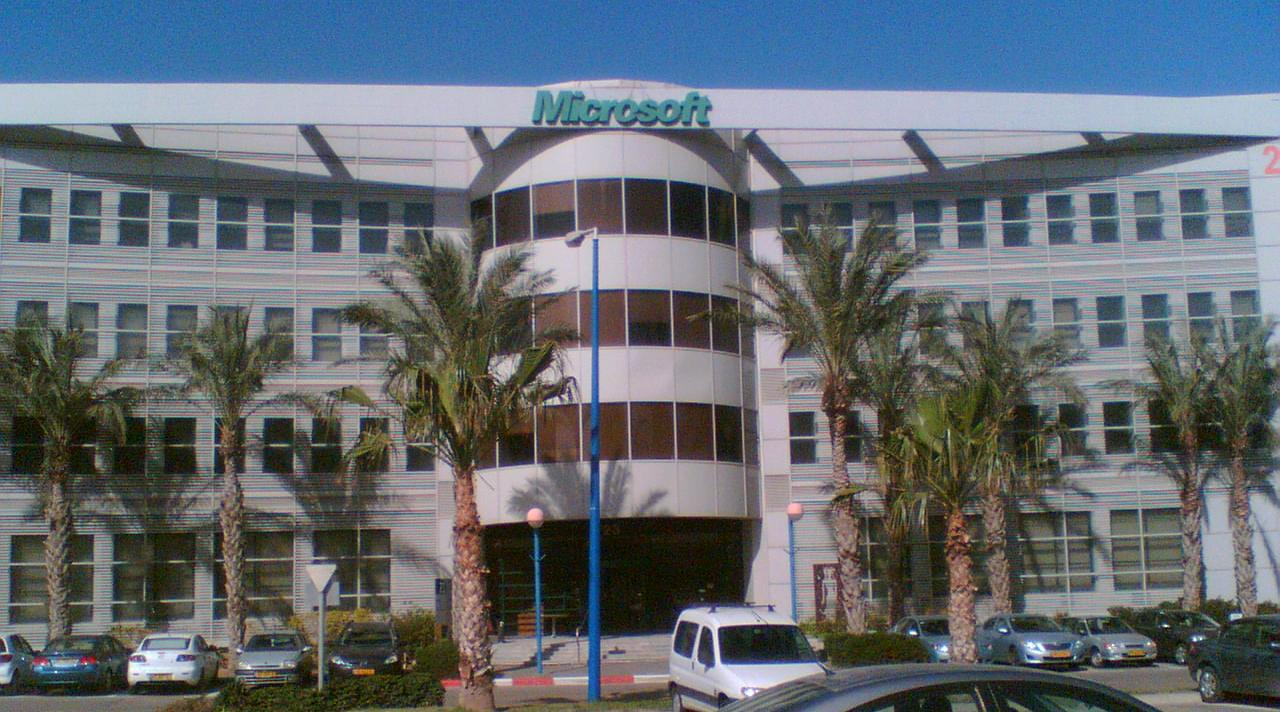
Будівля фірми Microsoft
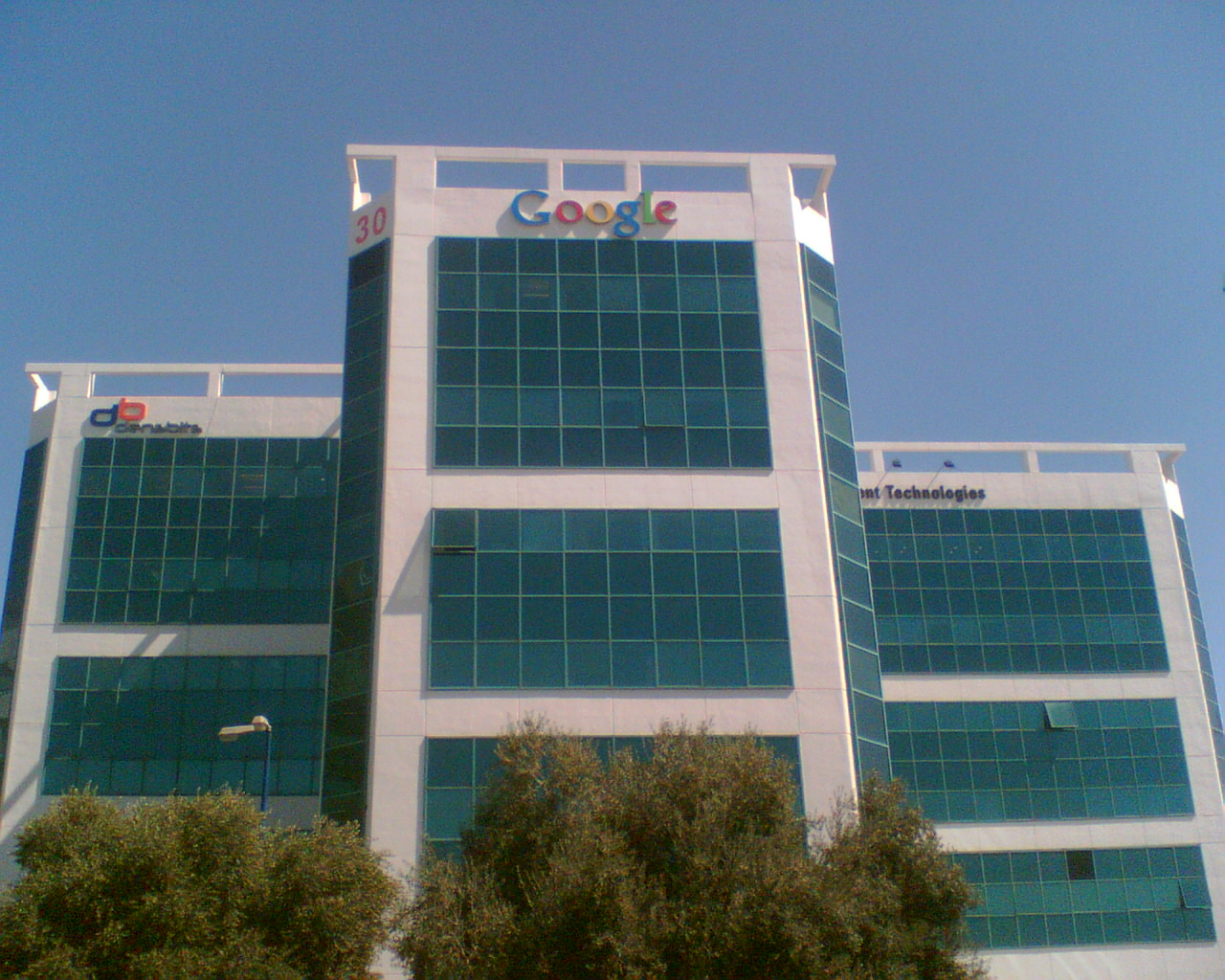
Центр розробки Google
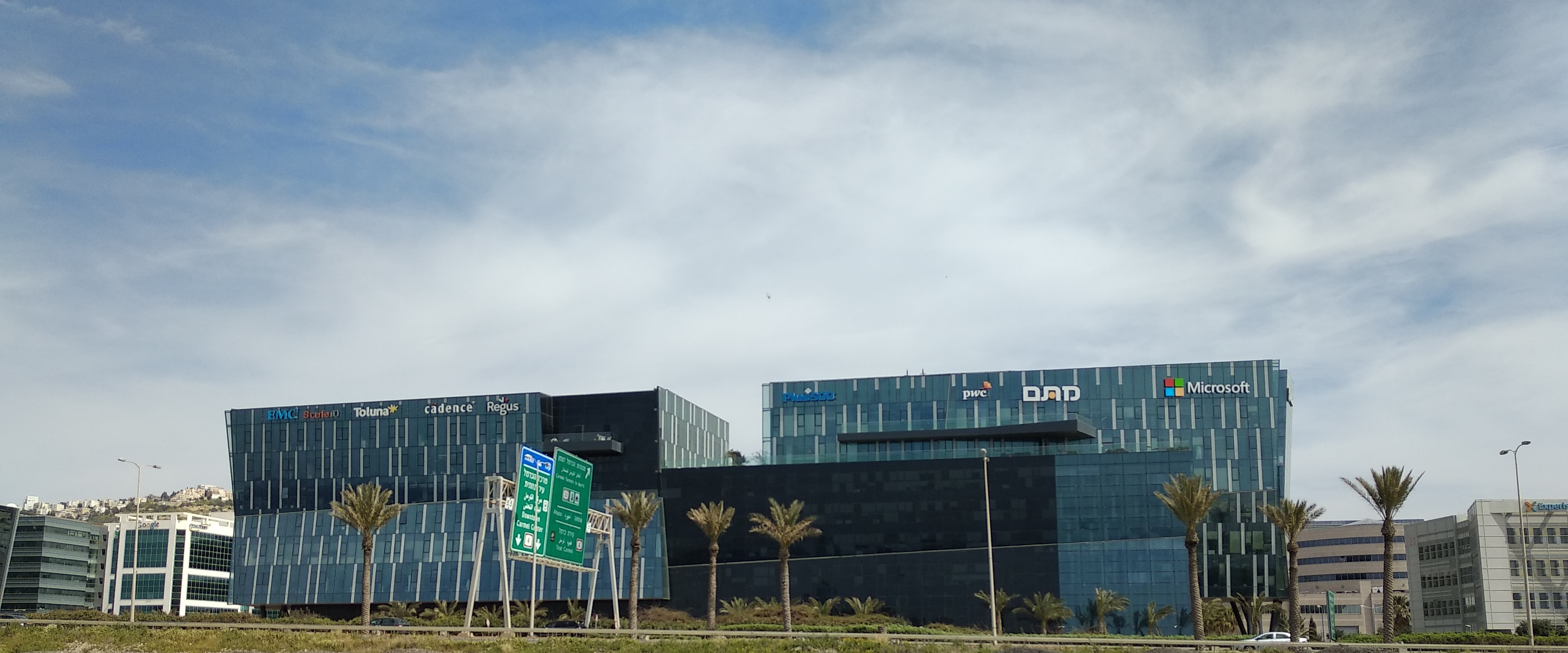
Вид з прибережного шосе